# Phlebosotera mirabilis
Phlebosotera mirabilis är en tvåvingeart som beskrevs av Papp 1972. Phlebosotera mirabilis ingår i släktet Phlebosotera och familjen smalvingeflugor.
Artens utbredningsområde är Mongoliet. Inga underarter finns listade i Catalogue of Life.